# パラオキソン
パラオキソン（英: Paraoxon）は有機リン化合物の一種であり、パラチオンの硫黄原子が酸素に置き換わった構造である。1954年に、パラチオンから生体内の酸化酵素により生成し、強力なコリンエステラーゼ阻害剤として作用することが発表された。緑内障に対する目薬としても使用されるが、高い毒性のため現在は殺虫剤としては使用されていない。ラットに経口投与した実験での半数致死量（LD50）は、1.8mg/kgのデータがある。皮膚を通じて容易に吸収され、アパルトヘイト時代の南アフリカ共和国では化学兵器として使用された。